# Agriocnemis rubricauda
Agriocnemis rubricauda là một loài chuồn chuồn kim trong họ Coenagrionidae.
Agriocnemis rubricauda được Tillyard miêu tả khoa học năm 1913.